# Monogrammiste IB
Ne pas confondre avec Giovanni Battista Palumba, également connu comme le « Maître IB avec un oiseau ».
Le Monogrammiste IB ou Maître I.B. (vers 1480 — vers 1530) est le nom de convention d'un graveur, peintre et imprimeur allemand.

## Biographie
Le « Monogrammiste IB » naît vers 1480.
Il se forme dans l'atelier d'Albrecht Dürer à Nuremberg.
Ses œuvres sont parfois confondues avec celles de Georg Pencz ou Jakob Binck, qui ont également fréquenté l'atelier de Dürer,. On connaît de lui une cinquantaine de gravures, dont des copies d'après Dürer (La Vierge assise, Appolon et Diane et Paysans au marché),,. Les œuvres du « Monogrammiste IB » traitent de sujets religieux ou mythologiques, des portraits, des scènes de genre, et surtout des décorations.
Il fait partie des Petits Maîtres allemands et est aussi imprimeur.
Le « Monogrammiste IB » meurt vers 1530.

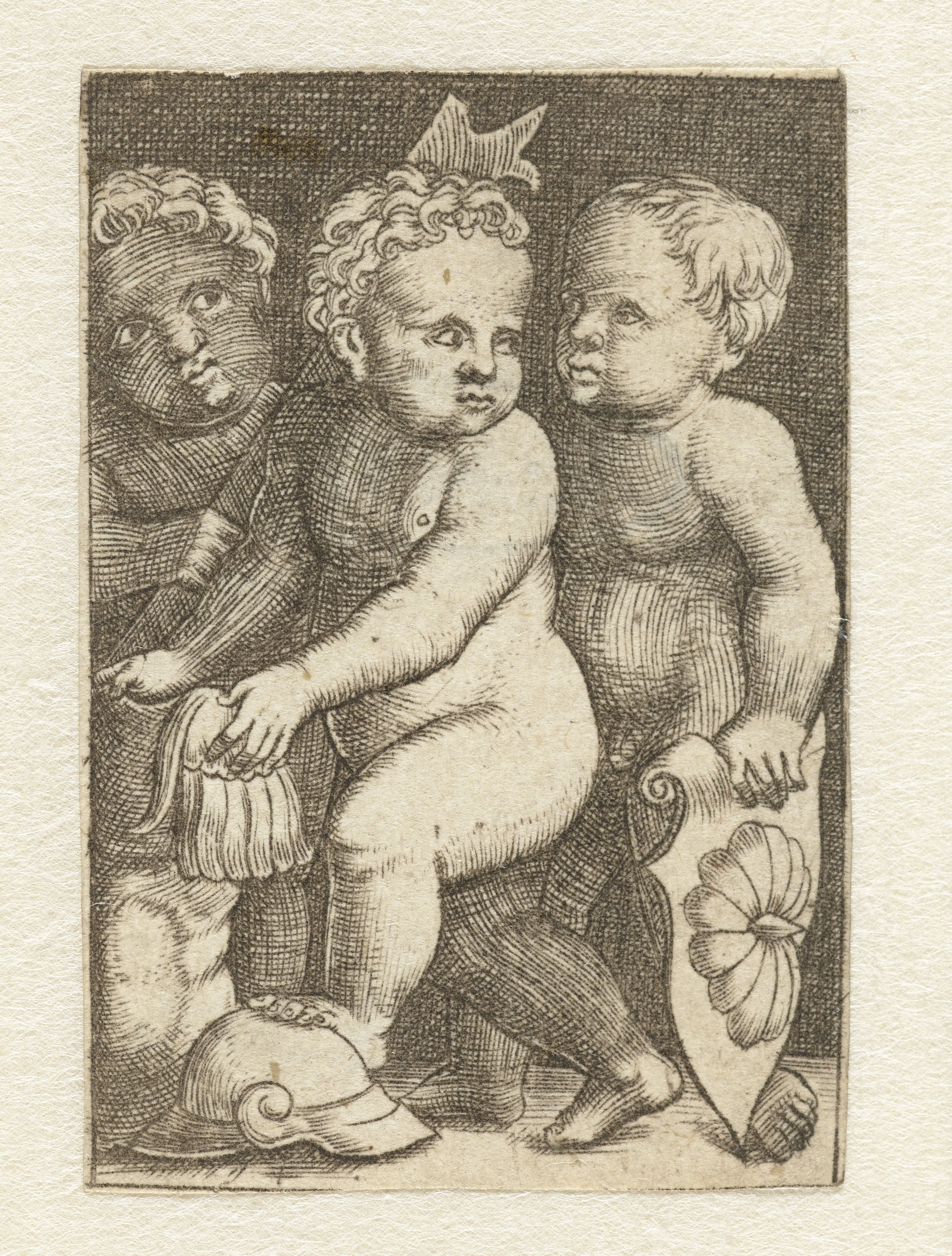
Trois Putti avec une armure (n. d., Rijksmuseum Amsterdam).
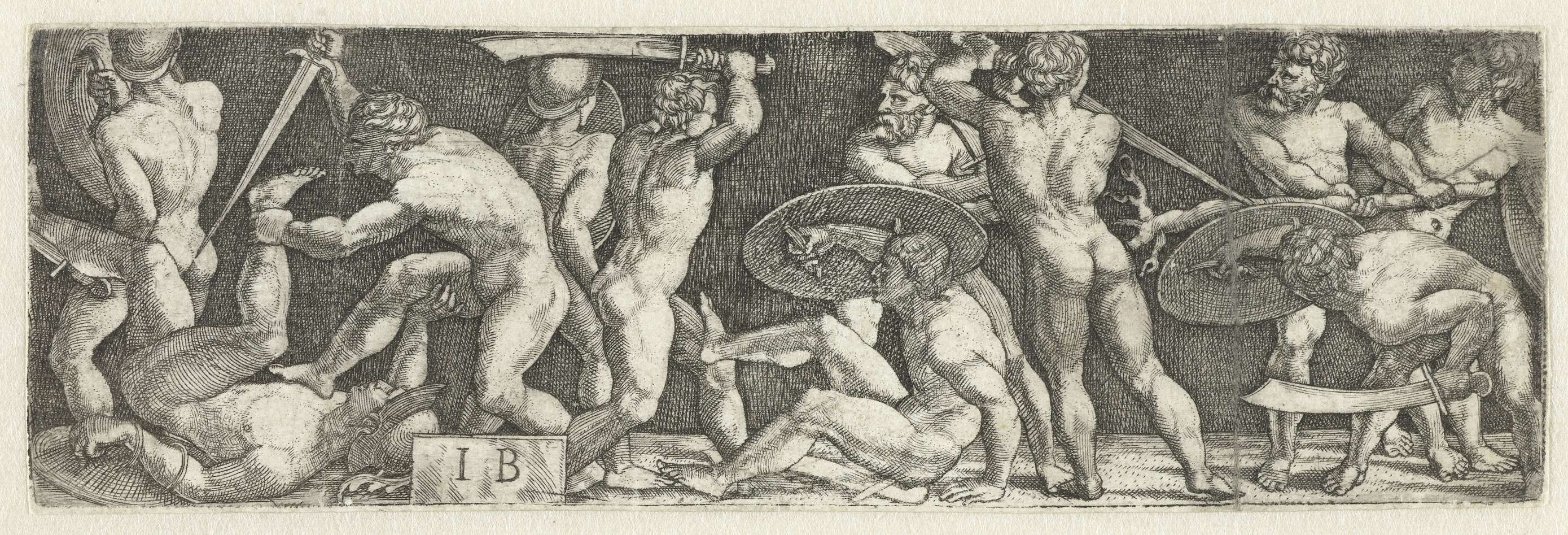
Combat de gladiateurs à pied (1525 - 1530, Rijksmuseum Amsterdam).
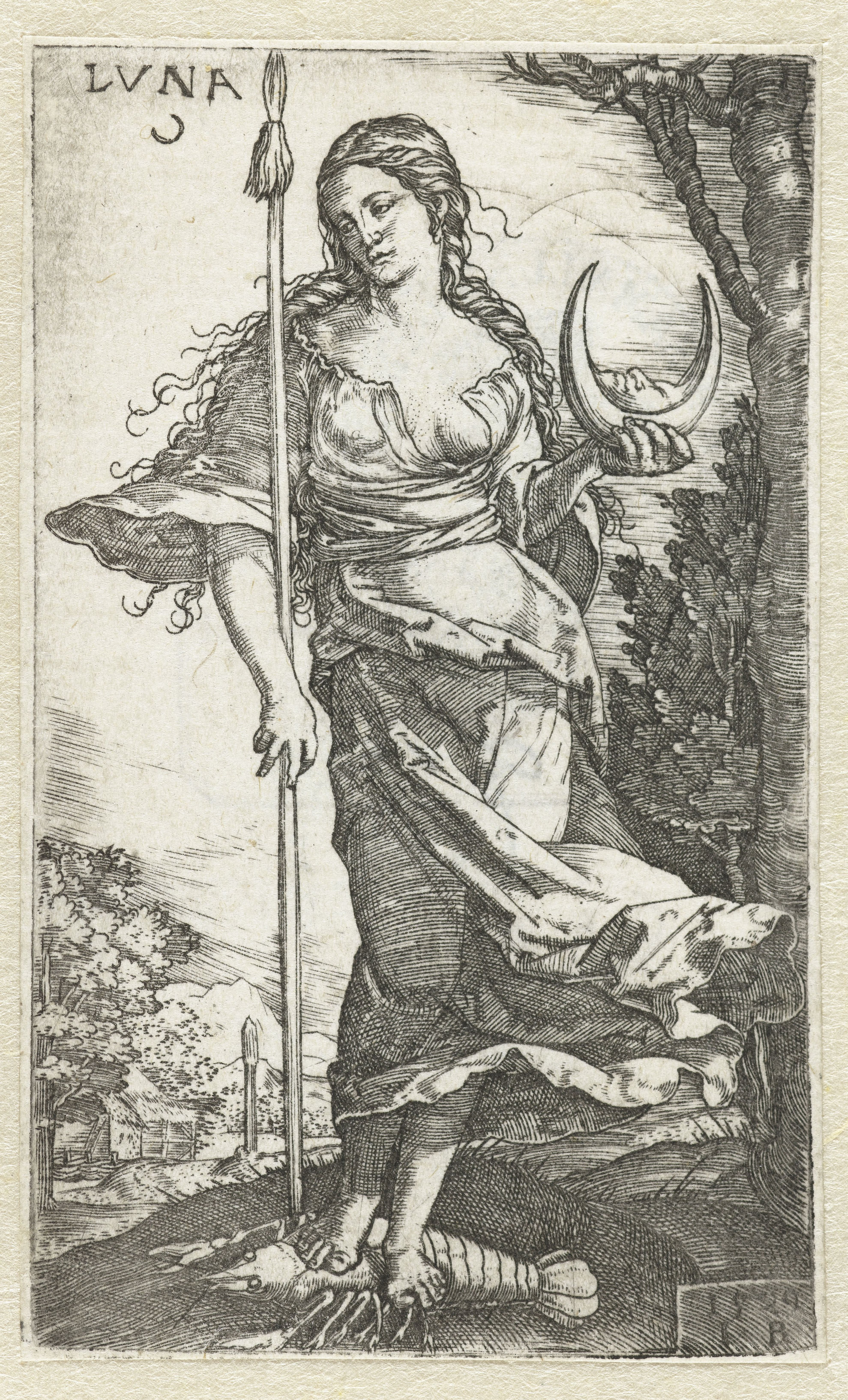
Diane en Luna (1529, Rijksmuseum Amsterdam).